# Jan-Lennard Struff
Jan-Lennard Struff (Warstein, 25 aprile 1990) è un tennista tedesco.
Nel circuito maggiore ha vinto quattro titoli in doppio e uno in singolare, ha disputato altre tre finali in singolare, tra cui quella a Madrid 2023, diventando il primo lucky loser ad aver raggiunto l'ultimo atto in un Masters 1000. Vanta inoltre diversi titoli nei circuiti minori in entrambe le specialità. I suoi migliori ranking ATP sono stati il 21º posto in singolare nel giugno 2023 e il 21º in doppio nell'ottobre 2018. Ha esordito nella squadra tedesca di Coppa Davis nel marzo 2015.

## Carriera

### 2008-2012, inizi da professionista, primi titoli ITF e prime finali Challenger
Dopo le prime due apparizioni nel 2008, inizia a giocare con continuità tra i professionisti l'anno successivo, impegnato in prevalenza nel circuito ITF Futures. Subito dopo aver esordito con una sconfitta nel circuito Challenger, nel giugno 2010 vince il primo titolo in singolare al torneo Futures Germany F5, mentre il primo titolo in doppio arriva nell'aprile 2012 al France F8. Abbandonerà i tornei Futures all'inizio del 2013 dopo averne vinti sei in singolare e due in doppio. Nel 2011 gioca le prime due finali Challenger in singolare a Fürth e ad Alphen aan den Rijn, perse rispettivamente con João Sousa e Igor Sijsling. La stagione successiva ne gioca altre due a Madrid e Loughborough, perdendole di nuovo entrambe. Nel luglio 2012 batte per la prima volta in carriera un top 100 sconfiggendo il nº 37 ATP Carlos Berlocq in un torneo Challenger e a novembre entra per la prima volta nella top 200 del ranking di singolare

### 2013, esordio nel circuito maggiore, due finali Challenger e top 100
Al suo diciassettesimo tentativo, nell'aprile 2013 supera per la prima volta le qualificazioni in singolare in un torneo del circuito maggiore a Barcellona e viene eliminato al primo turno. A maggio supera le qualificazioni anche al Roland Garros e perde di nuovo al primo turno. A giugno vince il suo primo incontro nel circuito maggiore sconfiggendo Ryan Harrison a Wimbledon, nel corso della stagione vince altri tre incontri di primo turno nel circuito maggiore, disputa tre finali nei Challenger e ad agosto fa il suo ingresso nella top 100. A novembre gioca la sua prima finale Challenger in doppio.

### 2014, prime semifinali ATP, primi titoli Challenger e top 50
Nel 2014 fa ulteriori progressi; dopo aver perso la sua 8ª finale Challenger, a febbraio raggiunge la sua prima semifinale nel circuito maggiore al torneo di Marsiglia. A maggio torna a disputare una semifinale ATP a Monaco, dopo aver sconfitto il nº 30 ATP Feliciano Lopez. Subito dopo vince il suo primo torneo Challenger a Heilbronn superando in finale Márton Fucsovics per 6-2, 7-6. Nel corso della stagione raggiunge un'altra semifinale ATP a Metz e una finale Challenger in singolare a Stettino, dove si aggiudica il primo titolo Challenger in doppio. In ottobre raggiunge il 46º posto del ranking in singolare e il 141º in doppio.

### 2015-2016, discesa e risalita nel ranking
Nel marzo 2015 viene chiamato a esordire nella squadra tedesca di Coppa Davis per la sfida persa 3-2 contro la Francia, sconfitto al quinto set nel primo singolare contro il nº 14 del mondo Gilles Simon, vince il secondo contro Nicolas Mahut a risultato già acquisito dai francesi. Nel prosieguo della stagione non ripete i buoni risultati dell'anno prima e a settembre si trova al 148º posto del ranking. Torna subito a ridosso della top 100 vincendo due Challenger consecutivi a Stettino e Orléans. Nella prima parte del 2016 non supera mai il secondo turno nel circuito maggiore e ritorna nella top 100 grazie alle due finali Challenger raggiunte tra maggio e giugno a Heilbronn e a Fürth. Torna a giocare nei quarti di un torneo ATP a Kitzbühel, subito dopo fa il suo esordio olimpico ai Giochi di Rio ed esce al primo turno per mano di Evgenij Donskoj. Risale ulteriormente la classifica vincendo i Challenger di Alphen aan den Rijn, dove si impone anche in doppio, e Mons. A novembre raggiunge per la prima volta il terzo turno in un Masters 1000 a Parigi grazie al prestigioso successo sul nº 3 del mondo Stan Wawrinka, primo top 10 sconfitto in carriera, e viene eliminato da John Isner. Questo risultato gli fa chiudere la stagione al 63º posto mondiale.

### 2017, due semifinali ATP e rientro nella top 50
Sconfitto in 4 set al primo turno degli Australian Open 2017 dal nº 8 mondiale Dominic Thiem, in marzo raggiunge il terzo turno al Masters di Miami, concede due soli giochi a Gilles Simon e perde da Federico Delbonis. Dopo i quarti di finale disputati a Marrakech, si spinge fino al terzo turno anche a Monte Carlo con il successo sul nº 11 del mondo Grigor Dimitrov per poi cedere a Diego Schwartzman. A maggio risale al 44º posto mondiale, nuovo best ranking. Viene sconfitto al primo turno nelle tre rimanenti prove del Grande Slam, e nella seconda parte della stagione si mette in luce raggiungendo la semifinale a Winston-Salem e a San Pietroburgo. Di rilievo anche il terzo turno allo  Shanghai Masters e i quarti di finale all'ATP 500 di Vienna. Gli unici risultati stagionali importanti in doppio sono i Challenger vinti a Canberra e a Genova

### 2018, successi in doppio: un titolo ATP, semifinale agli Australian Open e 21º nel ranking
A inizio stagione si impone all'attenzione per i suoi risultati in doppio, disputa la sua prima finale ATP in carriera a Sydney in coppia con Viktor Troicki e vengono sconfitti dai numeri 1 del mondo Łukasz Kubot / Marcelo Melo con il punteggio di 3-6, 4-6. Disputa i successivi Australian Open con Ben McLachlan e a sorpresa si spingono fino in semifinale; nei quarti eliminano Kubot / Melo e vengono sconfitti dagli altri specialisti  Oliver Marach / Mate Pavic. Con questi due tornei Struff guadagna 101 posizioni nel ranking e raggiunge la 75ª, entrando per la prima volta nella top 100. Con McLachlan arriva in semifinale anche a Miami e cedono ai fratelli Bob e Mike Bryan. Sempre in doppio disputa le semifinali a Marrakech, Budapest e Monaco e i quarti di finale a Madrid. Il primo risultato di rilievo in singolare è il terzo turno a Monte Carlo, a cui fanno seguito i quarti a Budapest e a Monaco.
A Wimbledon raggiunge per la prima volta il terzo turno in singolare in una prova dello Slam, supera sia Leonardo Mayer che Ivo Karlovic al quinto set dopo aver perso i primi due parziali, e viene eliminato da Roger Federer. Nel torneo di doppio raggiunge i quarti con McLachlan, assieme al quale disputa le semifinali di Amburgo e Kitzbühel. Si spinge fino al terzo turno in singolare anche agli US Open e a ottobre conquista il suo primo trofeo del circuito maggiore vincendo con McLachlan il torneo di doppio all'ATP 500 di Tokyo con il successo in finale su Raven Klaasen / Michael Venus per 6-4, 7-5. Nel torneo di singolare elimina il nº 6 del mondo Marin Čilić e viene sconfitto nei quarti da Denis Shapovalov dopo aver avuto a disposizione un match-ball; viene eliminato nei quarti anche ad Anversa. Corona la sua migliore stagione in doppio raggiungendo il 22 ottobre il 21º posto mondiale, mentre in singolare il miglior ranking stagionale è il 49º posto

### 2019, due semifinali ATP e 33º del ranking in singolare, due titoli ATP in doppio
A inizio stagione arriva in semifinale a Auckland in singolare, mentre con McLachlan vince il suo secondo titolo ATP in doppio, battendo di nuovo in finale Klaasen / Michael Venus. Vengono quindi eliminati al primo turno agli Australian Open, dove erano stati semifinalisti, e perdono la finale a Dubai. Raggiunge per la prima volta il quarto turno in un Masters 1000 a Indian Wells, dove al terzo turno concede solo 4 giochi al nº 3 del mondo Alexander Zverev e viene eliminato da Milos Raonic. A Barcellona sconfigge il nº 8 del mondo Stefanos Tsitsipas e perde nei quarti contro Rafael Nadal. Raggiunge per la prima volta il terzo turno a Roma, dove perde al terzo set contro Kei Nishikori dopo aver eliminato il nº 10 ATP Marin Čilić. Al Roland Garros arriva per la prima volta al quarto turno in singolare in uno Slam e viene sconfitto da Djokovic dopo aver eliminato Shapovalov, Albot e Coric.
Perde quindi la semifinale a Stoccarda contro Matteo Berrettini; in questo periodo migliora per 4 settimane di fila il best ranking e il 1º luglio sale al 33º posto. Dopo la semifinale in doppio sull'erba di Halle, viene eliminato in singolare al terzo turno a Wimbledon e al secondo agli US Open. A settembre vince a Metz il suo terzo titolo ATP in doppio, questa volta in coppia con Robert Lindstedt. Chiude la stagione al 56º posto in doppio, dopo che era sceso al 60º prima del titolo vinto a Metz.

### 2020, top 30 in singolare
Inizia la stagione facendo il suo esordio all'ATP Cup con due vittorie e una sconfitta in singolare, e la Germania viene eliminata nella fase a gruppi. Con il nuovo compagno di doppio Henri Kontinen raggiunge i quarti di finale agli Australian Open, perde la finale a Rotterdam e si ferma in semifinale a Dubai, facendo rientro nella top 50. Dopo la lunga pausa del tennis mondiale a causa del COVID 19, ad agosto disputa per la prima volta i quarti di finale in un Masters 1000 a Cincinnati, dove elimina de Minaur, Shapovalov e il nº 10 del mondo Goffin e raccoglie solo 4 giochi contro Djokovic. Con questo risultato porta il best ranking alla 29ª posizione mondiale. Termina la stagione senza altri particolari successi al 36º posto nel ranking di singolare e al 53º in doppio.

### 2021, prima finale ATP in singolare
Partecipa all'ATP Cup 2021 e contribuisce al raggiungimento della semifinale con due successi in singolare e uno in doppio. Viene sconfitto da Andrej Rublëv in semifinale e la Germania viene eliminata dalla Russia. Nel periodo successivo sono pochi i risultati positivi e si riscatta raggiungendo a inizio maggio la sua prima finale in un torneo ATP in singolare a Monaco di Baviera, elimina tra gli altri Filip Krajinović e viene sconfitto da Nikoloz Basilašvili con il punteggio di 4-6, 6-7. Altri importanti risultati in singolare del 2021 sono il quarto turno raggiunto al Roland Garros, dove si prende la rivincita sul nº 7 del mondo Rublëv e perde in tre set contro Schwartzmann, la vittoria sul nº 2 del mondo Daniil Medvedev al primo turno di Halle e la semifinale raggiunta in ottobre a San Pietroburgo, persa contro Taylor Fritz. Partecipa inoltre ai Giochi di Tokyo ed esce di scena al secondo turno per mano di Djokovic. In doppio disputa nel 2021 la semifinale a Dubai in coppia con Kevin Krawietz, mentre assieme ad Alexander Zverev viene eliminato nei quarti alle Olimpiadi. Chiude la stagione alla fase finale di Coppa Davis con un bilancio di due vittorie (tra le quali quella sul nº 12 ATP Cameron Norrie) e due sconfitte in singolare, come in ATP Cup la Germania viene eliminata in semifinale dalla Russia.

### 2022, infortunio e discesa nel ranking, un titolo Challenger in singolare e due in doppio
Vince il suo unico incontro in singolare di inizio stagione all'ATP Cup, a cui fanno seguito 7 sconfitte consecutive e il ritiro al primo turno a Miami. Anche in doppio attraversa un momento negativo, non ripete i buoni risultati ottenuti nella prima parte del 2021 e a febbraio esce dalla top 100. L'infortunio subito a Miami lo costringe a stare lontano dalle competizioni per due mesi e mezzo e a giugno esce dalla top 100 anche in singolare, per la prima volta dall'ottobre 2016. Torna a giocare verso fine giugno e perde il primo incontro nelle qualificazioni all'ATP di Maiorca. Entra nel tabellone principale a Wimbledon e dimostra di essere competitivo nell'incontro di primo turno con il nº 7 del mondo Carlos Alcaraz, che si impone in rimonta al quinto set al termine di un match equilibrato.
Vince il primo titolo in singolare dopo oltre cinque anni battendo Maximilian Marterer nella finale del successivo Challenger 125 di Braunschweig e si impone anche in doppio assieme a Marcelo Demoliner. Dopo un periodo negativo, a settembre vince i tre incontri disputati nella fase a gruppi delle finali di Coppa Davis, contribuendo alla qualificazione ai quarti della Germania. Raggiunge i quarti di finale al successivo ATP di Sofia e viene eliminato da Lorenzo Musetti, a fine ottobre scadono i punti guadagnati con la semifinale a San Pietroburgo l'anno prima e scende alla 168ª posizione del ranking, la peggiore dal gennaio 2013. A novembre vince il titolo in doppio al Challenger di Bergamo, raggiunge la finale anche in singolare e perde contro il nº 265 ATP Otto Virtanen.

### 2023, due finali ATP tra cui la prima in un Masters 1000 e 21º nel ranking
A inizio stagione supera le qualificazioni in singolare agli Australian Open e viene eliminato al primo turno, raggiunge inoltre due semifinali nei tornei Challenger. Continua a risalire nel ranking a marzo superando le qualificazioni e raggiungendo il secondo turno all'Indian Wells Masters. Al successivo Challenger 175 di Phoenix perde la semifinale contro Nuno Borges dopo aver eliminato Thanasi Kokkinakis e Aleksandr Bublik. Rientra nella top 100 con il secondo turno raggiunto al Miami Open. Torna a giocare ad alto livello al Monte Carlo Masters, dove elimina tra gli altri il nº 19 ATP Alex de Minaur e soprattutto il nº 4 Casper Ruud ed esce nei quarti di finale per mano del vincitore del torneo Andrej Rublëv; con questi risultati guadagna 36 posizioni nel ranking e risale alla 64ª. Consegue il risultato più prestigioso da inizio carriera a Madrid raggiungendo per la prima volta una finale in un torneo Masters 1000, dopo aver perso nelle qualificazioni contro Aslan Karacev ed essere stato ripescato come lucky loser. Nel tabellone principale sconfigge i top 50 Lorenzo Sonego, Ben Shelton e Dušan Lajović, reduce dal trionfo all'ATP di Banja Luka. Nei quarti supera in rimonta il nº 3 del mondo Stefanos Tsitsipas e in semifinale si prende la rivincita su Karacev. Gioca una finale coraggiosa e improntata all'attacco contro l'idolo locale Carlos Alcaraz, che si impone per 6-4, 3-6, 6-3, a fine torneo Struff guadagna altre 37 posizioni in classifica e porta il best ranking alla 28ª.
Continua l'ascesa nel ranking con la semifinale raggiunta al Challenger 175 di Bordeaux, persa contro Tomás Martín Etcheverry, a cui fa seguito l'eliminazione al primo turno al Roland Garros. Raggiunge la sua prima finale ATP sull'erba di Stoccarda dopo aver eliminato i top 20 Tommy Paul e Hubert Hurkacz, e viene sconfitto in rimonta da Frances Tiafoe perdendo 10-8 nel tie-break del set decisivo, a fine torneo sale alla 21ª posizione mondiale. Durante il torneo subisce un infortunio all'anca che lo costringe ad affrontare un periodo di convalescenza e a saltare Wimbledon. Torna in campo a settembre a Zhuhai ed esce al secondo turno dopo la vittoria su Garin, sarà l'unico successo nella trasferta asiatica dove esce al primo turno a Pechino e allo Shanghai Masters. Nell'ultimo torneo disputato nel 2023 torna a disputare una semifinale a Sofia e chiude l'anno alla 25ª posizione del ranking ATP.

### 2024, primo titolo ATP in singolare e quarto in doppio
In apertura di stagione si ferma al secondo turno sia a Hong Kong che agli Australian Open, dove perde in cinque set contro Miomir Kecmanović. Contribuisce alla qualificazione tedesca in Davis ai danni dell'Ungheria con il punto conquistato in singolare. Vince in totale un solo incontro in singolare nei tre tornei successivi compreso quello di Dubai, dove in coppia con Tallon Griekspoor supera in tre set Ivan Dodig / Austin Krajicek in finale e conquista il suo quarto titolo di doppio ATP a cinque anni di distanza dal precedente trofeo di specialità. Esce al terzo turno sia a Indian Wells, sconfitto da Sinner, che a Miami, dove viene battuto da de Minaur. Apre la stagione su terra a Monte Carlo dove supera Baez e Coric prima di cedere ancora al terzo turno a Sinner. 
Al turno di esordio a Monaco di Baviera ha la meglio su Van de Zandschulp, supera poi Auger-Aliassime e il campione uscente Rune prima del successo per 7-5, 6-3 su Taylor Fritz in finale: conquista così a quasi 34 anni il primo titolo ATP di singolare in carriera dopo aver tre finali. A Monaco disputa anche la finale di doppio assieme ad Andreas Mies e vengono sconfitti da Bahmbri / Olivetti. Al quarto turno del Madrid Open cede nel tie break del set decisivo ad Alcaraz, che l'aveva sconfitto anche nella finale della precedente edizione. Al secondo turno degli Internazionali d'Italia perde contro Tsitsipas dopo aver vinto il primo set, mentre al Roland Garros esce al terzo turno per mano di Alex de Minaur dopo aver eliminato Alexander Bublik. Esce di scena nei quarti di finale sull'erba dello Stuttgart Open e dell'ATP 500 di Halle, dove si prende la rivincita contro Tsitsipas e subisce la terza sconfitta stagionale contro Sinner, questa volta al tie-break del terzo set. A Wimbledon viene eliminato al terzo turno da Daniil Medvedev.
Accede alla semifinale a Gstaad con il successo su Tomás Martín Etcheverry e viene eliminato dalla sorpresa del torneo Quentin Halys. Abbandona il torneo di singolare ai Giochi di Parigi prima di disputare il secondo match, mentre in doppio si spinge fino ai quarti con Dominik Koepfer. Non supera il primo turno a Cincinnati e agli US Open. Da alcune settimane giocava nonostante un infortunio all'anca, e dopo gli US Open inizia un periodo di inattività. Rientra dopo quasi due mesi, al Paris Masters sconfigge il top 20 Musetti ed esce di scena al secondo turno. Nei quarti di Coppa Davis contribuisce al successo tedesco contro il Canada battendo in rimonta Denis Shapovalov, mentre in semifinale viene sconfitto da Tallon Griekspoor e sono gli olandesi ad accedere alla finale.

### 2025, discesa nel ranking
Nella prima parte del 2025 raggiunge i quarti di finale nei tornei ATP in una sola occasione e colleziona soprattutto sconfitte al primo turno. In una stagione iniziata al 42º posto del ranking, già dopo l'eliminazione al turno di esordio al Roland Garros esce dalla top 100.

## Statistiche

### Singolare

#### Vittorie (1)
| Legenda              |
| Grande Slam (0)      |
| ATP Finals (0)       |
| Giochi olimpici (0)  |
| ATP Masters 1000 (0) |
| ATP Tour 500 (0)     |
| ATP Tour 250 (1)     |

| N. | Data           | Torneo                                                 | Superficie  | Avversario in finale | Punteggio |
| 1. | 21 aprile 2024 | Internazionali di Tennis di Baviera, Monaco di Baviera | Terra rossa | Taylor Fritz         | 7–5, 6–3  |

#### Finali perse (3)
| Legenda              |
| Grande Slam (0)      |
| ATP Finals (0)       |
| Giochi olimpici (0)  |
| ATP Masters 1000 (1) |
| ATP Tour 500 (0)     |
| ATP Tour 250 (2)     |

| N. | Data           | Torneo                                                 | Superficie  | Avversario in finale | Punteggio           |
| 1. | 2 maggio 2021  | Internazionali di Tennis di Baviera, Monaco di Baviera | Terra rossa | Nikoloz Basilašvili  | 4–6, 6(5)–7         |
| 2. | 7 maggio 2023  | Madrid Open, Madrid                                    | Terra rossa | Carlos Alcaraz       | 4–6, 6–3, 3–6       |
| 3. | 18 giugno 2023 | Stuttgart Open, Stoccarda                              | Erba        | Frances Tiafoe       | 6–4, 6(1)–7, 6(8)–7 |

### Doppio

#### Vittorie (4)
| Legenda doppio       |
| Grande Slam (0)      |
| ATP Finals (0)       |
| ATP Masters 1000 (0) |
| ATP Tour 500 (2)     |
| ATP Tour 250 (2)     |

| N. | Data              | Torneo                                 | Superficie  | Compagno          | Avversari in finale                  | Punteggio           |
| 1. | 7 ottobre 2018    | Japan Open Tennis Championships, Tokyo | Cemento     | Ben McLachlan     | Raven Klaasen Michael Venus          | 6–4, 7–5            |
| 2. | 12 gennaio 2019   | Auckland Open, Auckland                | Cemento     | Ben McLachlan     | Raven Klaasen Michael Venus          | 6–3, 6–4            |
| 3. | 22 settembre 2019 | Open de Moselle, Metz                  | Cemento (i) | Robert Lindstedt  | Nicolas Mahut Édouard Roger-Vasselin | 2–6, 7–6(1), [10–4] |
| 4. | 2 marzo 2024      | Dubai Tennis Championships, Dubai      | Cemento     | Tallon Griekspoor | Ivan Dodig Austin Krajicek           | 6–4, 4–6, [10–6]    |

#### Finali perse (4)
| Legenda              |
| Grande Slam (0)      |
| ATP Finals (0)       |
| ATP Masters 1000 (0) |
| ATP Tour 500 (2)     |
| ATP Tour 250 (2)     |

| N. | Data             | Torneo                                                 | Superficie  | Compagno       | Avversari in finale                 | Punteggio           |
| 1. | 12 gennaio 2018  | Sydney International, Sydney                           | Cemento     | Viktor Troicki | Łukasz Kubot Marcelo Melo           | 3–6, 4–6            |
| 2. | 2 marzo 2019     | Dubai Tennis Championships, Dubai                      | Cemento     | Ben McLachlan  | Rajeev Ram Joe Salisbury            | 6(4)–7, 3–6         |
| 3. | 16 febbraio 2020 | Rotterdam Open, Rotterdam                              | Cemento (i) | Henri Kontinen | Pierre-Hugues Herbert Nicolas Mahut | 6(5)–7, 6–4, [7–10] |
| 4. | 21 aprile 2024   | Internazionali di Tennis di Baviera, Monaco di Baviera | Terra rossa | Andreas Mies   | Yuki Bhambri Albano Olivetti        | 6(6)–7, 6(5)–7      |

### Tornei minori

#### Singolare

##### Vittorie (12)
| Legenda tornei minori |
| Futures (6)           |
| Challenger (6)        |

| N.  | Data              | Torneo                                  | Superficie  | Avversari in Finale | Punteggio        |
| 1.  | 20 giugno 2010    | Germany F5, Colonia                     | Terra rossa | Dennis Bloemke      | 7–6(5), 6–0      |
| 2.  | 27 marzo 2011     | Spain F9, Barcellona                    | Terra rossa | Pedro Clar-Rossello | 6–4, 6–3         |
| 3.  | 24 giugno 2012    | Germany F6, Colonia                     | Terra rossa | Jeremy Jahnn        | 7–6(4), 7–5      |
| 4.  | 29 luglio 2012    | Germany F11, Dortmund                   | Terra rossa | Matthias Wunner     | 6–1, 6–4         |
| 5.  | 26 agosto 2012    | Italy F23, Este                         | Terra rossa | Salvatore Caruso    | 6(3)–7, 6–2, 6–2 |
| 6.  | 14 ottobre 2012   | Germany F19, Essen                      | Sintetico   | Bastian Knittel     | 6–3, 6–2         |
| 7.  | 18 maggio 2014    | Heilbronner Neckarcup, Heilbronn        | Terra rossa | Márton Fucsovics    | 6–2, 7–6(5)      |
| 8.  | 20 settembre 2015 | Szczecin Open, Stettino                 | Terra rossa | Artem Smyrnov       | 6–4, 6–3         |
| 9.  | 4 ottobre 2015    | Open d'Orleans, Orléans                 | Cemento (i) | Jerzy Janowicz      | 5–7, 6–4, 6–3    |
| 10. | 11 settembre 2016 | TEAN International, Alphen aan den Rijn | Terra rossa | Robin Haase         | 6–4, 6–1         |
| 11. | 9 ottobre 2016    | Mons Challenger, Mons                   | Cemento     | Vincent Millot      | 6–2, 6–0         |
| 12. | 9 luglio 2022     | Braunschweig Open, Braunschweig         | Terra rossa | Maximilian Marterer | 6–2, 6–2         |

##### Finali perse (18)
| Legenda tornei minori |
| Futures (4)           |
| Challenger (14)       |

| N.  | Data              | Torneo                                       | Superficie  | Avversari in Finale  | Punteggio           |
| 1.  | 1 agosto 2010     | Germany F10, Dortmund                        | Terra rossa | Grigor Dimitrov      | 5–7, 5–7            |
| 2.  | 6 febbraio 2011   | Germany F4, Nussloch                         | Terra rossa | Ervin Eleskovic      | 5–7, 4–6            |
| 3.  | 3 aprile 2011     | Spain F10, Reus                              | Terra rossa | Pedro Clar-Rossello  | 4–6, 3–6            |
| 4.  | 17 aprile 2011    | Italy F5, Viterbo                            | Terra rossa | Stefano Galvani      | 6(6)–7, 0–6         |
| 5.  | 5 giugno 2011     | Franken Challenge, Fürth                     | Terra rossa | João Sousa           | 2–6, 6–0, 2–6       |
| 6.  | 11 settembre 2011 | TEAN International, Alphen aan den Rijn      | Terra rossa | Igor Sijsling        | 6(2)–7, 3–6         |
| 7.  | 30 settembre 2012 | Torneo Tenis Ciudad de Madrid, Madrid        | Terra rossa | Daniel Gimeno Traver | 4–6, 2–6            |
| 8.  | 11 novembre 2012  | GB Pro–Series Loughborough, Loughborough     | Cemento     | Evgeny Donskoy       | 2–6, 6–4, 1–6       |
| 9.  | 27 gennaio 2013   | Heilbronn Open, Heilbronn                    | Cemento     | Michael Berrer       | 5–7, 3–6            |
| 10. | 10 febbraio 2013  | Internazionali di Tennis di Bergamo, Bergamo | Cemento     | Michał Przysiężny    | 6–4, 6(5)–7, 6(5)–7 |
| 11. | 3 novembre 2013   | Geneva Open Challenger, Ginevra              | Cemento (i) | Malek Jaziri         | 4–6, 3–6            |
| 12. | 16 febbraio 2014  | Internazionali di Tennis di Bergamo, Bergamo | Cemento     | Simone Bolelli       | 6(6)–7, 4–6         |
| 13. | 14 settembre 2014 | Szczecin Open, Stettino                      | Terra rossa | Dustin Brown         | 4–6, 3–6            |
| 14. | 15 maggio 2016    | Heilbronner Neckarcup, Heilbronn             | Terra rossa | Nikoloz Basilašvili  | 4–6, 6(3)–7         |
| 15. | 5 giugno 2016     | Franken Challenge, Fürth                     | Terra rossa | Radu Albot           | 3–6, 4–6            |
| 16. | 14 gennaio 2017   | Canberra Challenger, Canberra                | Cemento     | Dudi Sela            | 6–3, 4–6, 3–6       |
| 17. | 12 agosto 2018    | IsarOpen, Pullach                            | Terra rossa | Pedro Sousa          | 1–6, 3–6            |
| 18. | 6 novembre 2022   | Internazionali di Tennis di Bergamo, Bergamo | Cemento (i) | Otto Virtanen        | 2–6, 5–7            |

#### Doppio

##### Vittorie (9)
| Legenda tornei minori |
| Futures (2)           |
| Challenger (7)        |

| N. | Data              | Torneo                                       | Superficie  | Compagno           | Avversari in finale               | Punteggio           |
| 1. | 16 aprile 2012    | France F8 Futures , Ajaccio                  | Cemento     | Alexander Satschko | Romain Jouan Yannick Mertens      | 0–6, 6–4, [10–7]    |
| 2. | 20 agosto 2012    | Italy F23, Este                              | Terra rossa | Alexander Satschko | Jorge Aguilar Juan Carlos Saez    | 4–6, 6–4, [10–7]    |
| 3. | 13 settembre 2014 | Szczecin Open, Stettino                      | Terra rossa | Dustin Brown       | Tomasz Bednarek Igor Zelenay      | 6–2, 6–4            |
| 4. | 12 settembre 2015 | TEAN International, Alphen aan den Rijn      | Terra rossa | Tobias Kamke       | Victor Hănescu Adrian Ungur       | 7–6(1), 4–6, [10–7] |
| 5. | 10 settembre 2016 | TEAN International, Alphen aan den Rijn      | Terra rossa | Daniel Masur       | Robin Haase Boy Westerhof         | 6–4, 6–1            |
| 6. | 13 gennaio 2017   | Canberra Challenger, Canberra                | Cemento     | Andre Begemann     | Carlos Berlocq Andrés Molteni     | 6–3, 6–4            |
| 7. | 9 settembre 2017  | Genoa Open Challenger, Genova                | Terra rossa | Tim Pütz           | Guido Andreozzi Ariel Behar       | 7–6(5), 7–6(8)      |
| 8. | 9 luglio 2022     | Braunschweig Open, Braunschweig              | Terra rossa | Marcelo Demoliner  | Roman Jebavý Adam Pavlásek        | 6–4, 7–5            |
| 9. | 5 novembre 2022   | Internazionali di Tennis di Bergamo, Bergamo | Cemento (i) | Henri Squire       | Jonathan Eysseric Albano Olivetti | 6–4, 6(5)–7, [10–7] |

## Risultati in progressione
| Sigla | Risultato               |
| ----- | ----------------------- |
| V     | Vincitore               |
| F     | Finalista               |
| SF    | Semifinalista           |
| O     | Oro olimpico            |
| A     | Argento olimpico        |
| SF    | Bronzo olimpico         |
| QF    | Quarti di Finale        |
| 4T    | Quarto turno            |
| 3T    | Terzo turno             |
| 2T    | Secondo turno           |
| 1T    | Primo turno             |
| RR    | Round Robin             |
| LQ    | Turno di qualificazione |
| A     | Assente                 |
| ND    | Non disputato           |

| Legenda superfici    |
| -------------------- |
| Cemento              |
| Terra battuta        |
| Erba                 |
| Superficie variabile |

### Singolare
| Torneo             | 2013          | 2014          | 2015          | 2016 | 2017          | 2018          | 2019          | 2020          | 2021 | 2022 | 2023 | 2024 | V–S   |
| ------------------ | ------------- | ------------- | ------------- | ---- | ------------- | ------------- | ------------- | ------------- | ---- | ---- | ---- | ---- | ----- |
| Tornei Grande Slam |               |               |               |      |               |               |               |               |      |      |      |      |       |
| Australian Open    | Q3            | 1T            | 1T            | Q2   | 1T            | 2T            | 1T            | 1T            | 1T   | 1T   | 1T   | 2T   | 2–10  |
| Roland Garros      | 1T            | 2T            | 1T            | 1T   | 1T            | 2T            | 4T            | 2T            | 4T   | A    | 1T   | 3T   | 11–11 |
| Wimbledon          | 2T            | 1T            | 1T            | 1T   | 1T            | 3T            | 3T            | ND            | 1T   | 1T   | A    |      | 5–9   |
| US Open            | 1T            | 2T            | Q2            | 1T   | 1T            | 3T            | 2T            | 3T            | 1T   | Q2   | A    |      | 6–8   |
| Vittorie–Sconfitte | 1–3           | 2–4           | 0–3           | 0–3  | 0–4           | 6–4           | 6–4           | 3–3           | 3–4  | 0–2  | 0–2  | 3–2  | 24–38 |
| Giochi Olimpici    |               |               |               |      |               |               |               |               |      |      |      |      |       |
| Giochi Olimpici    | Non disputati | Non disputati | Non disputati | 1T   | Non disputati | Non disputati | Non disputati | Non disputati | 2T   | ND   | ND   | ND   | 1–2   |
| Vittorie–Sconfitte | Non disputati | Non disputati | Non disputati | 0–1  | Non disputati | Non disputati | Non disputati | Non disputati | 1–1  | ND   | ND   | ND   | 1–2   |

### Doppio
| Torneo             | 2013          | 2014          | 2015          | 2016 | 2017          | 2018          | 2019          | 2020          | 2021 | 2022 | 2023 | 2024 | V–S   |
| ------------------ | ------------- | ------------- | ------------- | ---- | ------------- | ------------- | ------------- | ------------- | ---- | ---- | ---- | ---- | ----- |
| Tornei Grande Slam |               |               |               |      |               |               |               |               |      |      |      |      |       |
| Australian Open    | A             | A             | 1T            | A    | 1T            | SF            | 1T            | QF            | A    | 2T   | A    | A    | 8–6   |
| Roland Garros      | A             | A             | 1T            | A    | 2T            | 1T            | 1T            | 1T            | 3T   | A    | 1T   | A    | 3–7   |
| Wimbledon          | A             | 2T            | A             | 2T   | 1T            | QF            | 1T            | ND            | A    | A    | A    |      | 5–5   |
| US Open            | A             | 2T            | A             | A    | 1T            | 1T            | 1T            | 1T            | 1T   | A    | A    |      | 1–6   |
| Vittorie–Sconfitte | 0–0           | 2–2           | 0–2           | 1–1  | 1–4           | 7–4           | 0–4           | 3–3           | 2–2  | 1–1  | 0–1  |      | 17–24 |
| Giochi Olimpici    |               |               |               |      |               |               |               |               |      |      |      |      |       |
| Giochi Olimpici    | Non disputati | Non disputati | Non disputati | A    | Non disputati | Non disputati | Non disputati | Non disputati | QF   | ND   | ND   | ND   | 2–1   |
| Vittorie–Sconfitte | Non disputati | Non disputati | Non disputati | 0–0  | Non disputati | Non disputati | Non disputati | Non disputati | 2–1  | ND   | ND   | ND   | 2–1   |

## Vittorie contro giocatori top 10
| Stagione | 2016 | 2017 | 2018 | 2019 | 2020 | 2021 | 2022 | 2023 | Totale |
| Vittorie | 1    | 0    | 1    | 5    | 1    | 2    | 0    | 2    | 12     |

| Nº   | Avversario             | Ranking | Torneo                                 | Superficie  | Turno | Punteggio                  |
| 2016 |                        |         |                                        |             |       |                            |
| 1.   | Stan Wawrinka          | 3       | Paris Masters, Parigi                  | Cemento (i) | 2T    | 3–6, 7–6(6), 7–6(1)        |
| 2018 |                        |         |                                        |             |       |                            |
| 2.   | Marin Čilić            | 6       | Japan Open Tennis Championships, Tokyo | Cemento (i) | 1T    | 3–6, 6–4, 7–6(1)           |
| 2019 |                        |         |                                        |             |       |                            |
| 3.   | Alexander Zverev       | 3       | Indian Wells Open, Indian Wells        | Cemento     | 3T    | 6–3, 6–1                   |
| 4.   | Stefanos Tsitsipas     | 8       | Barcelona Open, Barcellona             | Terra rossa | 3T    | 6–4, 3–6, 6–2              |
| 5.   | Marin Čilić (2)        | 10      | Internazionali d'Italia, Roma          | Terra rossa | 2T    | 6–2, 6–3                   |
| 6.   | Stefanos Tsitsipas (2) | 7       | Cincinnati Open, Cincinnati            | Cemento     | 2T    | 6–4, 6(5)–7, 7–6(6)        |
| 7.   | Karen Chačanov         | 8       | Paris Masters, Parigi                  | Cemento (i) | 2T    | 7–6(5), 3–6, 7–5           |
| 2020 |                        |         |                                        |             |       |                            |
| 8.   | David Goffin           | 10      | Cincinnati Open, Cincinnati            | Cemento     | 3T    | 6–4, 3–6, 6–4              |
| 2021 |                        |         |                                        |             |       |                            |
| 9.   | Andrej Rublëv          | 7       | Open di Francia, Parigi                | Terra rossa | 1T    | 6–3, 7–6(6), 4–6, 3–6, 6–4 |
| 10.  | Daniil Medvedev        | 2       | Halle Open, Halle                      | Erba        | 1T    | 7–6(6), 6–3                |
| 2023 |                        |         |                                        |             |       |                            |
| 11.  | Casper Ruud            | 4       | Monte Carlo Masters, Monte Carlo       | Terra rossa | 3T    | 6–1, 7–6(6)                |
| 12.  | Stefanos Tsitsipas (3) | 5       | Madrid Open, Madrid                    | Terra rossa | QF    | 7–6(5), 5–7, 6–3           |